# Bruyères (Frankrijk)
Bruyères is een gemeente in het Franse departement Vosges (regio Grand Est) en telt 3362 inwoners (1999). De plaats maakt deel uit van het arrondissement Épinal. In de gemeente ligt spoorwegstation Bruyères.

## Geografie
De oppervlakte van Bruyères bedraagt 16,0 km², de bevolkingsdichtheid is 210,1 inwoners per km².

## Stedenband
- Vielsalm (België), sinds 1959
- Honolulu (Verenigde Staten), sinds 1961

De onderstaande kaart toont de ligging van Bruyères (Frankrijk) met de belangrijkste infrastructuur en aangrenzende gemeenten.

## Demografie
Onderstaande figuur toont het verloop van het inwonertal (bron: INSEE-tellingen).